# Actinia pusilla
Actinia pusilla is een zeeanemonensoort uit de familie van de Actiniidae. De wetenschappelijke naam van de soort is voor het eerst geldig gepubliceerd in 1788 door Swartz.